# Chiloglanis frodobagginsi
Chiloglanis frodobagginsi — вид сомоподібних риб родини пір'явусих сомів. Описаний у 2023 році. Поширений у Західній Африці.

## Назва
Вид названо на честь Фродо Беггінса, персонажа легендаріуму Джона Р. Р. Толкіна, головного героя роману «Володар перснів».

## Поширення
Вид поширений у верхньому басейні річки Нігер.

## Опис
Невеликий сомик із максимальною стандартною довжиною 38,1 мм. Цей вид демонструє статевий диморфізм, особливо в сечостатевих сосочках, де сосочки самців подовжені, а сосочки самиць зменшені. Бугорки присутні, з більшою концентрацією біля голови. Ці горбки білі, а тіло коричневе зі світло-коричневими плямами. Він має дуже зменшені нижньощелепні вусики на ротовому диску, завдяки чому його можна відрізнити від інших відомих видів Chiloglanis. Ротовий диск утворений об'єднанням верхньої та нижньої губ. На відміну від свого сестринського виду Chiloglanis micropogon, C. frodobagginsi має менше передщелепних зубів, які розташовані в три ряди замість чотирьох.